# Franco Bertinetti
Franco Bertinetti   (Vercelli, 14 de juliol de 1923 - 10è districte de Marsella, 6 de març de 1995) va ser un tirador d'esgrima italià, especialista en espasa, que va competir durant la dècada de 1950. Era el fill del també tirador d'esgrima Marcello Bertinetti.
El 1952 va prendre part en els Jocs Olímpics d'Estiu de Hèlsinki, on guanyà la medalla d'or en la prova d'espasa per equips del programa d'esgrima. Quatre anys més tard, als Jocs de Melbourne, revalidà la medalla d'or en la mateixa prova.
En el seu palmarès també destaquen vuit medalles al Campionat del món d'esgrima, cinc d'or, una de plata i dues de bronze, entre les edicions de 1953 i 1958.